# ميخائيل رايت (رجل أعمال)
ميخائيل رايت (بالإنجليزية: Michael Wright)‏ هو شخصية أعمال أسترالي، ولد في 1937، وتوفي في 2012.